# Толка (река, впадает в пролив Святого Георга)
Толка (англ. Tolka, ирл. An Tulcha) — одна из трёх основных рек Дублина, текущая из графства Мит в Фингал, в пределах старого Графства Дублин, и через север Дублина (другие важные реки города — Лиффи и Доддер). По объёму воды Толка является второй по величине рекой в Дублине (после Лиффи), но она течёт медленнее, чем Доддер.